# Kesztler Ede
Kesztler Ede (Komárom, 1875. december 1. – Budapest, 1956. április 16.) színész, rendező.

## Életpályája
1894–1897 között a Színiakadémia hallgatója volt. Ezzel egyidejűleg elvégezte a budapesti magyar királyi tudományegyetem jog- és államtudományi képesítését. Színészi pályáját 1897-ben Aradon kezdte. 1899 nyarán Kövessy Albert, majd Feld Zsigmond budapesti színpadán játszott. 1900–1902 között Szegeden játszott. 1902–1903 között Pozsonyban lépett fel. 1903-ban a Nemzeti Színházban vendégszerepelt. 1903–1904 között Nagyváradon volt látható. 1904–1905 között Krecsányi Ignác társulatához tartozott. 1905–1914 között az aradi színház vezető színésze volt. Ezután abbahagyta a színészetet; az aradi törvényszéknek lett munkatársa. Az első világháborúban mint századparancsnok vett részt a szerb, a montenegrói és az olasz harctéren. 1918-ban feleségével, Kápolnay Juliskával Pestre költözött.
Pályafutása alatt mint hős- és jellemszínész Krecsányi Ignác, Somogyi Károly és Szendrey Mihály színházigazgatóknak volt még tagja. 

## Családja
Szülei: Kesztler Ede és Férfi Cecília voltak. Felesége, Kápolnay Juliska (?–1920) színésznő volt.

## Színházi szerepei
- Katona József: Bánk bán – Bánk bán
- Hauptmann: Henschel fuvaros – Henschel fuvaros
- Herczeg: Ocskay brigadéros – Ocskay brigadéros
- William Shakespeare: Othello – Othello
- Jókai Mór: Az aranyember – Tímár Mihály